# Parco nazionale di Keoladeo
Il parco nazionale di Keoladeo (in inglese: Keoladeo National Park o Keoladeo Ghana National Park), in passato chiamato santuario degli uccelli di Bhartpur, è un'area naturale protetta che si trova nello stato del Rajasthan, in India. Al suo interno si trovano numerose specie protette, soprattutto uccelli (fra i quali molti sono in pericolo di estinzione, come ad esempio la gru siberiana che viene a svernare in questa regione). Nel parco sono state censite oltre 230 specie di uccelli. Nel 1971 è stato dichiarato area protetta, mentre nel 1985 è entrato a far parte dell'elenco dei Patrimoni dell'umanità dell'UNESCO.

## Storia
Il santuario venne creato 250 anni e deve il suo nome ad un tempio dedicato a Keoladeo (Shiva) che si trova entro i suoi confini. Inizialmente era una depressione naturale che venne allagata quando il Maharaja Suraj Mal costruì il cosiddetto Ajan Bund, nel XVIII secolo. Questa specie di diga venne creata alla confluenza di due fiumi, il Gambhir ed il Banganga, creando di fatto un'enorme riserva di caccia in cui i sovrani di Bharatpur potevano organizzare battute annuali in onore dei viceré britannici, tradizione che affonda le proprie radici fin dal 1850. In una sola di queste battute, tenuta nel 1938, l'allora governatore Lord Linlithgow abbatté oltre 4.200 uccelli. Dopo l'indipendenza indiana il diritto di cacciare entro i confini dell'odierno parco vennero mantenuti dagli ex sovrani fino al 1972. Nel 1982 fu vietato fare pascolare animali domestici all'interno dell'area protetta, cosa che portò ad aspri scontri fra gli agricoltori locali ed il governo centrale.
Oltre alle già citate gru siberiane, altre specie degne di nota presenti nel parco sono la casarca, i gabbiani, il mestolone, il codone, le folaghe, la marzaiola, la moretta e il moriglione.
Alla fine del 2004 il governo statale del Rajasthan cedette alle pressioni degli agricoltori che non volevano che l'acqua dei fiumi fosse deviata verso il parco nazionale. Il calo fu drastico, da circa 15 milioni di metri cubi a poco più di mezzo milione e, come risultato, le zone paludose si seccarono, diventando inospitali per le forme di vita che le abitavano e che furono costrette a migrare vestro altre zone, anche molto distanti